# Артімоновка
Артімоновка (рум. Artimonovca) — село в Молдові в Чимішлійському районі. Входить до складу комуни, центром якої є село Жавгур.